# Gekield druifkruid
Gekield druifkruid (Dysphania schraderiana, basioniem: Chenopodium schraderianum) is een eenjarige plant uit de amarantenfamilie. Het aantal chromosomen is 2n = 18.
De plant wordt 30-100  cm hoog en is bedekt met korte haren en zittende, licht kleverige klierharen, waardoor het een aromatische citroengeur heeft. De opstaande stengel is op een hoogte van 5 tot 100 cm weinig vertakt met kortere zijtakken. De afwisselend groene tot geelgroene bladeren zijn 2-8,5 cm lang en 1,5-3,5 cm breed. Het elliptisch-eironde blad is veerspletig met drie tot vijf brede slippen met aan de randen enkele tandjes. De bladsteel is 2-10 mm lang.
Gekield druifkruid bloeit vanaf juli tot in oktober met geelgroene, soms roodachtige bloemen. De vijf, elliptische tot ovale bloemdekbladen zijn 1 mm lang en 0,5 mm breed en hebben onregelmatige ronde bultjes of haakvormige tanden op de rugzijde.
De vliezige vruchtwand van het eenzadig nootje is niet versmolten met het zaad. Het eivormige zaad is 0,6-0,8 mm dik. De zwarte zaadhuid heeft een oneffen oppervlak met kleine ondiepe putjes.

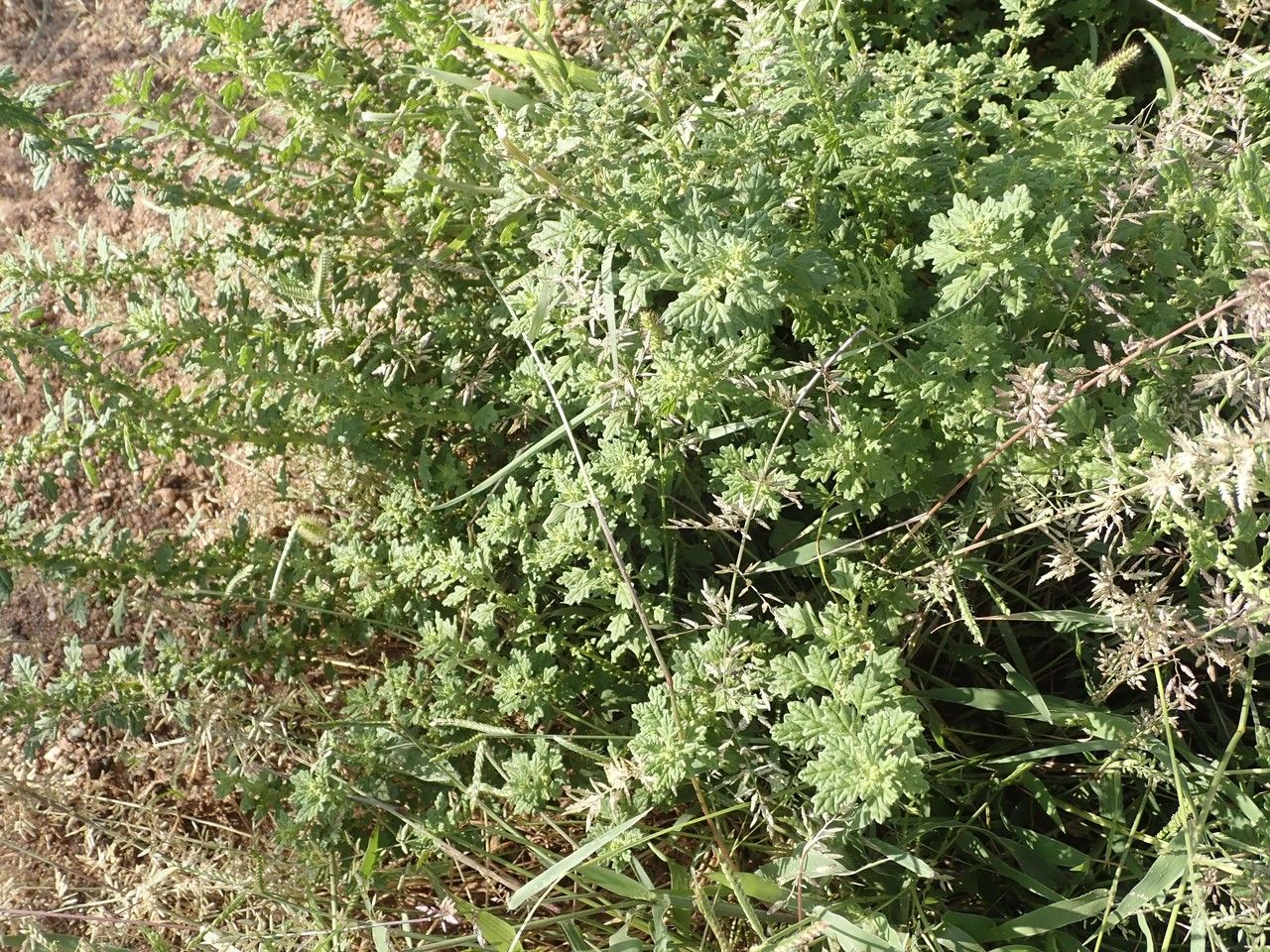
Plant
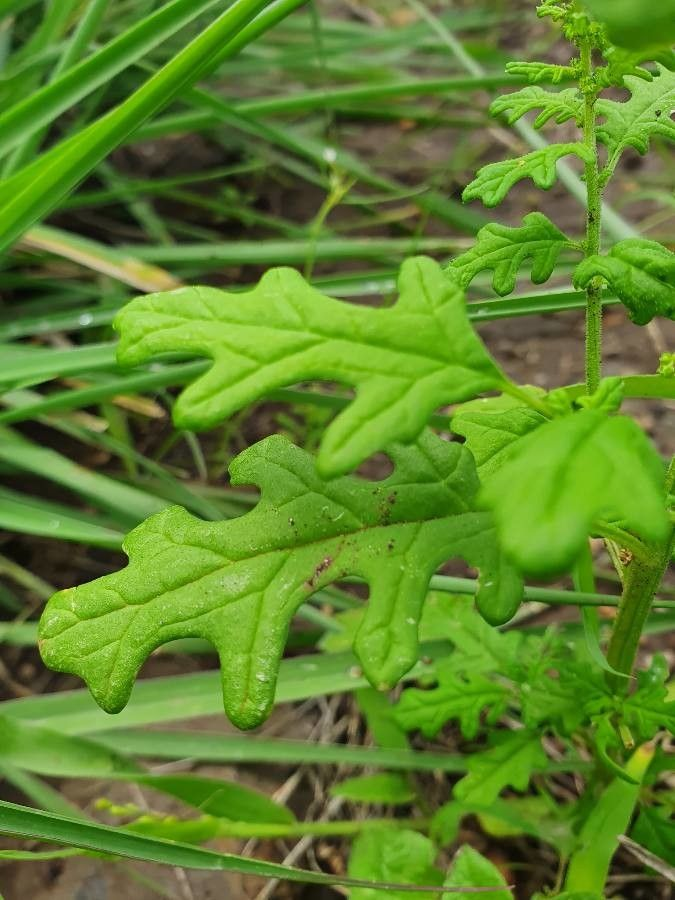
Blad
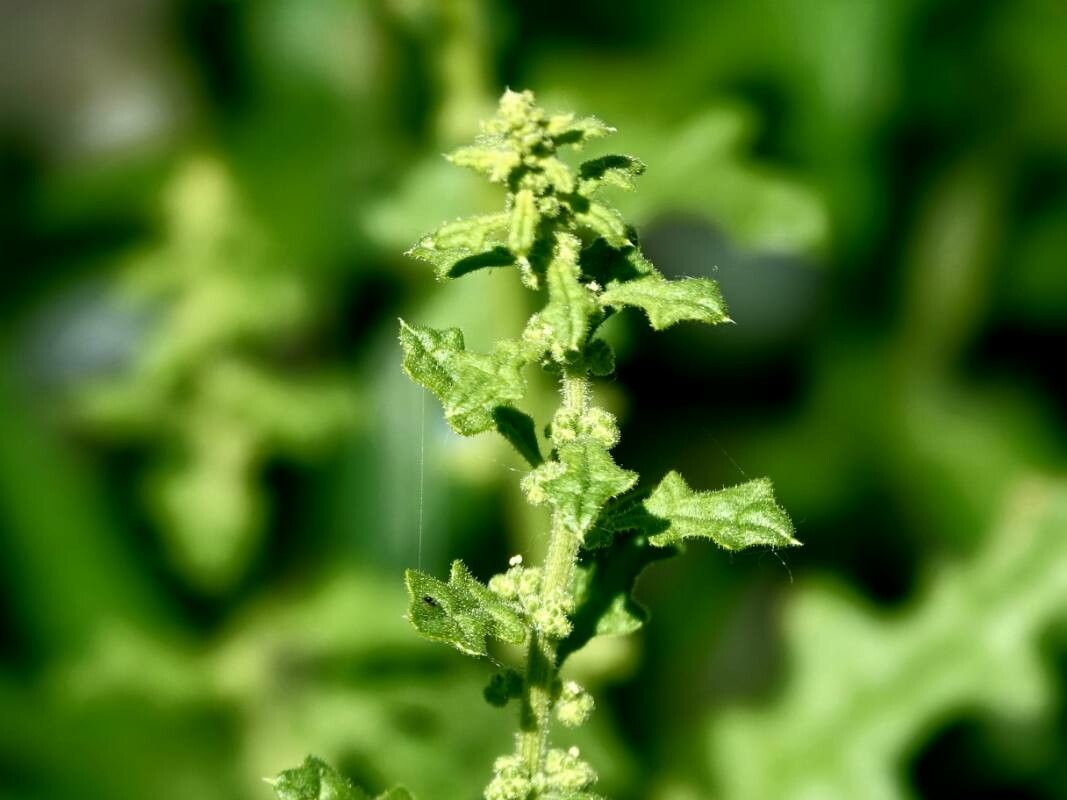
Blad en bloemen
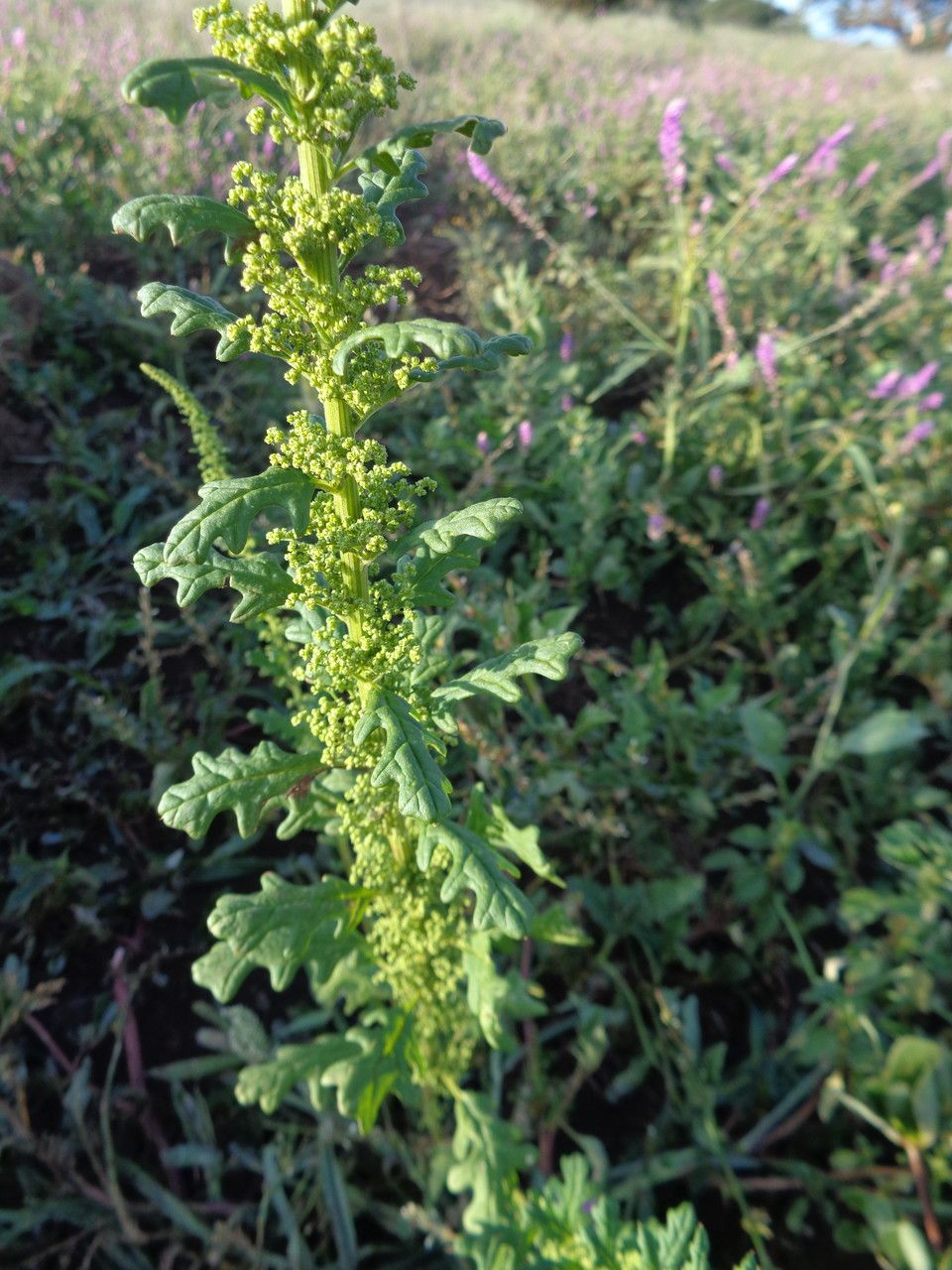
Bloeiwijze
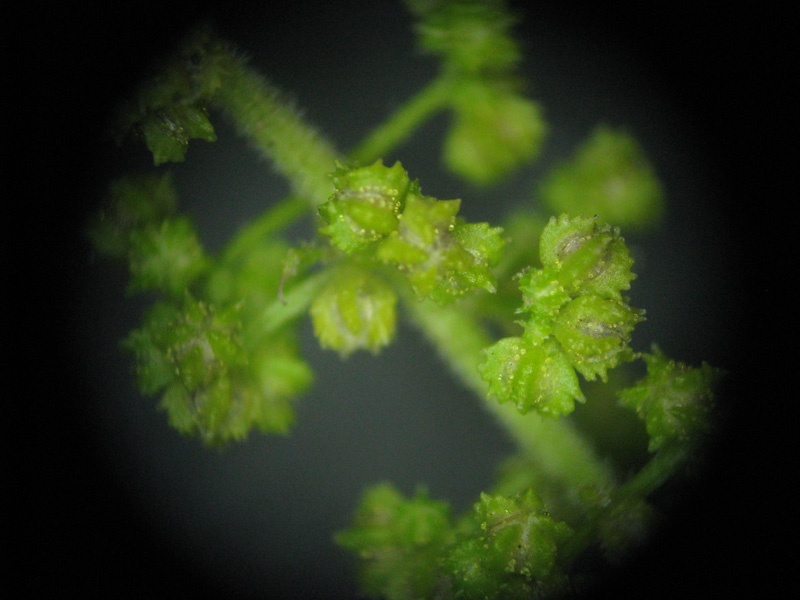
Bloemen
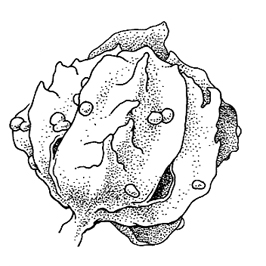
Bloem
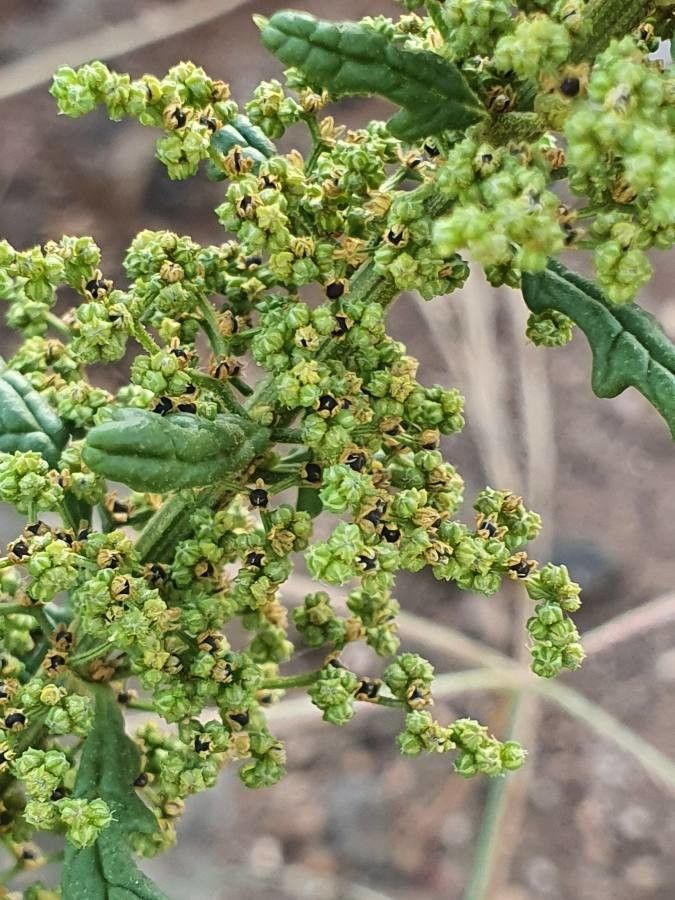
Vruchten
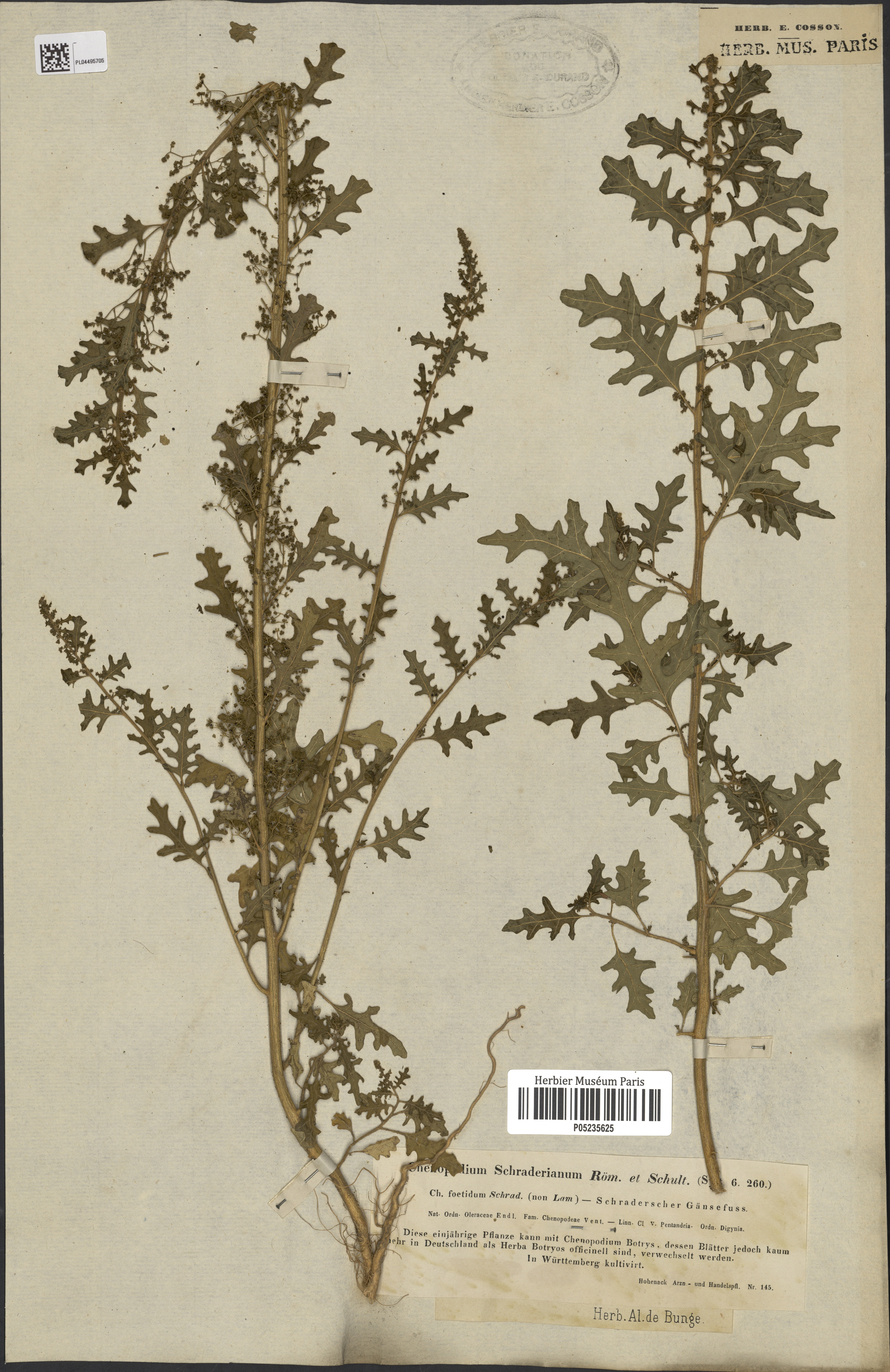
Herbarium exemplaar

Gekield druifkruid staat op zonnige, vochtige, stikstofrijke zand-, leem- en kleibodems en vermijdt beschaduwing. De plant groeit in het herkomstgebied in bosranden, in hoge en laag gelegen graslanden en langs rivieroevers. Ze stamt oorspronkelijk van Oost-Afrika en is als cultuurvolger ingeburgerd op het Arabisch schiereiland, in Pakistan en Oostelijk- en Centraal-Europa. De soort is in Nederland slechts van een enkele plaats bekend, veelal bij bewoning en op verstoorde plaatsen. De soort is onder andere goed herkenbaar aan de overal aanwezige gele klieren met een sterke, aromatische citroengeur, de drie- tot vijfslippige bladeren en de lange, bijna bladloze, cilindrische, oksel- en eindstandige bloeiwijzen. Verder zijn er één of twee meeldraden aanwezig en zijn de bloemdekbladen gekield en dragen opvallende aanhangsels. De bladeren kunnen als spinazie gegeten worden, de zaden kunnen vermalen worden tot meel en ze werd medisch aangewend bij migraine.